# 케라틴 14
케라틴 14(keratin 14, KRT14)는 중간섬유 단백질에 속하는 제1형 케라틴의 일종이다. 서열이 최초로 밝혀진 제1형 케라틴이다. 사이토케라틴-14(cytokeratin-14, CK-14)라고도 한다. 사람에서는 KRT14 유전자에 의해 암호화된다.
보통 제2형 케라틴인 케라틴 5와 함께 이종이량체를 이뤄서 발견된다. 상피세포의 세포골격을 형성한다.

## 임상적 중요성
케라틴 5와 14를 암호화하는 유전자에 발생한 돌연변이는 단순형 수포성표피박리증, 망상색소피부병과 관련되어 있다. 둘 모두 상염색체 우성으로 유전되는 질환이다.